# Ghost (musical)
Ghost es un musical basado en la película homónima de 1990, con libreto y letras de Bruce Joel Rubin, y música y letras de Dave Stewart y Glen Ballard. Su trama central gira en torno a Sam y Molly, una pareja de enamorados que ve truncada su felicidad cuando él es asesinado por un atracador callejero. Incapaz de separarse de su novia, Sam permanece en el mundo de los vivos en forma de fantasma mientras investiga las circunstancias de su muerte e intenta advertir a Molly de un peligro que la acecha. Para ello buscará la ayuda de Oda Mae Brown, una estafadora de poca monta que se gana la vida como médium. Al igual que la banda sonora del filme original, la obra incluye el clásico «Unchained Melody», popularizado por The Righteous Brothers en 1965.
Tras un periodo de prueba en Mánchester, el espectáculo se estrenó en 2011 en el Piccadilly Theatre de Londres y desde entonces también ha podido verse en Broadway y en numerosas ciudades a lo largo de todo el mundo.

## Producciones

### West End
Antes de su llegada al West End, Ghost debutó a modo de prueba en la Manchester Opera House, donde se representó entre el 28 de marzo y el 14 de mayo de 2011, protagonizado por Richard Fleeshman como Sam Wheat, Caissie Levy como Molly Jensen, Andrew Langtree como Carl Bruner, Sharon D. Clarke como Oda Mae Brown, Ivan De Freitas como Willie López, Adebayo Bolaji como el fantasma del metro, Mark Pearce como el fantasma del hospital, Lisa Davina Phillip como Clara y Jenny Fitzpatrick como Louise.
La première oficial londinense tuvo lugar el 19 de julio de 2011 en el Piccadilly Theatre del West End, con funciones previas desde el 24 de junio y un reparto muy similar al que había estrenado el espectáculo en Manchester, destacando la incorporación de Mark White como el fantasma del hospital. El equipo creativo lo formaron Matthew Warchus en la dirección, Ashley Wallen en la coreografía, Rob Howell en el diseño de escenografía y vestuario, Hugh Vanstone en el diseño de iluminación, Bobby Aitken en el diseño de sonido, Jon Driscoll en el diseño de proyecciones, Christopher Nightingale en la supervisión musical y Paul Kieve a cargo de los efectos de ilusionismo.
El montaje recibió opiniones divididas por parte de la crítica especializada y en la edición de 2012 de los premios Olivier fue nominado en cinco categorías, entre ellas mejor musical nuevo. Aunque en principio se programaron funciones hasta el 20 de abril de 2013, la obra tuvo que adelantar el cierre al 6 de octubre de 2012 cuando la venta de entradas comenzó a decaer. A lo largo de su andadura de más de un año, la producción vio pasar por su elenco a diferentes intérpretes, incluyendo a Mark Evans como Sam Wheat, Siobhan Dillon como Molly Jensen, Craig Stein y Scott Maurice como el fantasma del metro, y Ashley Knight como el fantasma del hospital.

### Broadway
En Nueva York levantó el telón el 23 de abril de 2012 en el Lunt-Fontanne Theatre de Broadway, con funciones previas desde el 15 de marzo y el mismo equipo detrás que su homólogo londinense. Richard Fleeshman y Caissie Levy volvieron a ponerse en la piel de Sam Wheat y Molly Jensen respectivamente, acompañados en esta ocasión de Bryce Pinkham como Carl Bruner, Da'Vine Joy Randolph como Oda Mae Brown, Michael Balderrama como Willie López, Tyler McGee como el fantasma del metro, Lance Roberts como el fantasma del hospital, Moya Angela como Clara y Carly Hughes como Louise.
De cara al debut en Estados Unidos, el libreto fue revisado y se introdujeron algunos ajustes en el texto y en el listado de canciones, destacando la incorporación de un nuevo tema titulado «You Gotta Let Go», que reemplazó a «Ball of Wax». Sin embargo, Ghost no contó con el beneplácito de la crítica neoyorquina y en la 66.ª edición de los premios Tony solo obtuvo tres nominaciones en las categorías de mejor actriz de reparto, mejor diseño de escenografía y mejor diseño de iluminación. El público tampoco respondió favorablemente y el espectáculo se vio obligado a finalizar su andadura el 18 de agosto de 2012, después de 136 funciones regulares y 39 previas.

### Argentina
El primer montaje en idioma español se representó entre el 23 de junio y el 8 de septiembre de 2015 en el Teatro Metropolitan de Buenos Aires, dirigido por Marcelo Rosa y protagonizado por Matías Mayer como Sam Wheat, Jennifer Schomberger como Molly Jensen, Luciano Bassi como Carl Bruner, Natalia Cociuffo como Oda Mae Brown, Gonzalo Berón Muñoz como Willie López, Marcos Gorosito como el fantasma del metro, Rodolfo Valss como el fantasma del hospital, Ivonne Guzmán como Clara y Eugenia Gil Rodríguez como Louise. El resto del equipo artístico lo completaron Micaela Fariña en la dirección de actores, Alejandro Ibarra en la coreografía, Didac Estudio en el diseño de escenografía, Juana Repetto y Paz Pérez Rojas en el diseño de vestuario, Gonzalo González en el diseño de iluminación, Pablo Abal en el diseño de sonido y Gerardo Gardelin en la dirección musical. Los efectos especiales corrieron a cargo de Carlos Barragán y Mariano Pauplys, mientras que la adaptación del libreto y las letras llevó la firma de Marcelo Kotliar.

### España
El estreno en España tuvo lugar el 21 de agosto de 2019 en el Palacio Euskalduna de Bilbao, donde pudo verse hasta el 7 de septiembre de 2019, antes de dar el salto a la capital. En Madrid levantó el telón oficialmente el 1 de octubre de 2019 en el Teatro Gran Vía y aunque tenía previsto permanecer en cartel durante toda la temporada, el 10 de marzo de 2020 se vio forzado a echar el cierre debido a la pandemia de COVID-19.
Producida por LetsGo Company, la versión española contó con dirección y diseño de escenografía de Federico Bellone, coreografía de Chiara Vecchi, diseño de vestuario de Felype de Lima, diseño de iluminación de Valerio Tiberi, diseño de sonido de Javier Isequilla, efectos de ilusionismo de Paolo Carta, dirección musical de Julio Awad, dirección de orquesta de José Ángel Silva y adaptación al castellano de Silvia Montesinos. El elenco original estuvo encabezado por Roger Berruezo como Sam Wheat, Cristina Llorente como Molly Jensen, Christian Sánchez como Carl Bruner, Ela Ruiz como Oda Mae Brown, Joan Mas como Willie López, Oscar Albert como el fantasma del metro, Esteban Oliver como el fantasma del hospital, Juls Sosa como Clara y Nathaly Salim como Louise.
Tras año y medio de inactividad, el espectáculo reemprendió funciones el 29 de septiembre de 2021 con la incorporación al reparto de David Bustamante y Ricky Merino en el papel de Sam Wheat.
Ghost dijo adiós a Madrid el 20 de febrero de 2022 y a continuación se embarcó en una amplia gira nacional que dio comienzo el 25 de febrero de 2022 en el Palacio de la Ópera de La Coruña y concluyó el 1 de septiembre de 2024 en el Palacio Euskalduna de Bilbao. En total, el montaje fue visto por más de 600 000 espectadores a lo largo de las 812 representaciones que se llevaron a cabo.

### México
El 16 de diciembre de 2020 debutó en el Teatro San Rafael de Ciudad de México, de la mano de Mejor Teatro y LetsGo Company, pero solo dos días después del estreno tuvo que bajar la persiana por las medidas implementadas para combatir la pandemia de COVID-19. La puesta en escena mexicana fue una réplica de su homóloga en España, con Silvia Montesinos y Jaime Matarredona como directores asociados y una compañía liderada por Agustín Argüello como Sam Wheat, Dai Liparoti como Molly Jensen, Alex Brizuela como Carl Bruner, Lorena de la Garza como Oda Mae Brown, Santiago Ulloa como Willie López, Pepe Navarrete como el fantasma del metro, Arturo Echeverría como el fantasma del hospital, Alejandra Desimone como Clara y Sofía Montaño como Louise.
Una vez que las circunstancias lo permitieron, el montaje reabrió sus puertas el 25 de marzo de 2021 en el mismo Teatro San Rafael, donde se mantuvo en cartel hasta el 3 de julio de 2021. Posteriormente ofreció una segunda temporada entre el 2 de marzo y el 25 de abril de 2022.

### Otras producciones
Ghost se ha representado en países como Alemania, Argentina, Australia, Austria, Brasil, China, Corea del Sur, Dinamarca, Emiratos Árabes, España, Estados Unidos, Filipinas, Francia, Hungría, Irlanda, Italia, Japón, México, Reino Unido, República Checa, Rusia, Singapur, Suecia, Taiwán o Turquía, y ha sido traducido a multitud de idiomas.
El primer tour británico dio comienzo el 8 de abril de 2013 en el Wales Millennium Centre de Cardiff y finalizó el 8 de marzo de 2014 en el New Theatre de Oxford. Desde entonces, el espectáculo ha recorrido Reino Unido en varias ocasiones, además de realizar giras por Estados Unidos, Asia, Australia y otros territorios.

## Personajes
| Personaje             | Descripción |
| Sam Wheat             | Un prometedor empleado de banca que es asesinado por un atracador callejero. Incapaz de separarse de su novia Molly, permanece en el mundo de los vivos en forma de fantasma mientras investiga las circunstancias de su muerte. |
| Molly Jensen          | Una joven escultora cuya vida se desmorona cuando su novio Sam es asesinado. |
| Carl Bruner           | Compañero de trabajo de Sam, además de su mejor amigo. Esconde un oscuro secreto. |
| Oda Mae Brown         | Una estafadora de poca monta que se gana la vida como médium sin ser consciente de que sus poderes extrasensoriales son reales. Ayuda a Sam a ponerse en contacto con Molly desde el más allá.                                   |
| Willie López          | El atracador que asesina a Sam en la calle cuando este se resiste a entregarle su cartera. |
| Fantasma del metro    | Un fantasma que deambula por los túneles del metro y enseña a Sam a utilizar sus habilidades sobrenaturales. |
| Fantasma del hospital | El primer fantasma que Sam conoce en el más allá. |
| Clara y Louise        | Hermanas y ayudantes de Oda Mae Brown. |

## Números musicales
| Acto I - «Overture» - «Here Right Now» - «Unchained Melody» - «More» - «Three Little Words» - «Ball of Wax» (a) - «I Can't Breathe» (b) - «Are You a Believer?» - «With You» - «Suspend My Disbelief»/«I Had a Life» | Acto II - «Rain»/«Hold On» - «Life Turns On a Dime» (c) - «Focus» - «Talkin' 'Bout a Miracle» - «Nothing Stops Another Day» - «I'm Outta Here» - «Unchained Melody (Dance)» - «Finale» |

(a) Reemplazado por «You Gotta Let Go» en Broadway y en algunas producciones internacionales.
(b) Reemplazado por «Unchained Melody (Sam's Lament)» en las producciones actuales.
(c) La versión utilizada en Broadway y en producciones posteriores incluye fragmentos con la melodía de «Here Right Now».

## Repartos originales
| Personaje             | Manchester (2011)   | West End (2011)     | Broadway (2012)      | Argentina (2015)      | España (2019)     | México (2020)      |
| Sam Wheat             | Richard Fleeshman   | Richard Fleeshman   | Richard Fleeshman    | Matías Mayer          | Roger Berruezo    | Agustín Argüello   |
| Molly Jensen          | Caissie Levy        | Caissie Levy        | Caissie Levy         | Jennifer Schomberger  | Cristina Llorente | Dai Liparoti       |
| Carl Bruner           | Andrew Langtree     | Andrew Langtree     | Bryce Pinkham        | Luciano Bassi         | Christian Sánchez | Alex Brizuela      |
| Oda Mae Brown         | Sharon D. Clarke    | Sharon D. Clarke    | Da'Vine Joy Randolph | Natalia Cociuffo      | Ela Ruiz          | Lorena de la Garza |
| Willie López          | Ivan De Freitas     | Ivan De Freitas     | Michael Balderrama   | Gonzalo Berón Muñoz   | Joan Mas          | Santiago Ulloa     |
| Fantasma del metro    | Adebayo Bolaji      | Adebayo Bolaji      | Tyler McGee          | Marcos Gorosito       | Oscar Albert      | Pepe Navarrete     |
| Fantasma del hospital | Mark Pearce         | Mark White          | Lance Roberts        | Rodolfo Valss         | Esteban Oliver    | Arturo Echeverría  |
| Clara                 | Lisa Davina Phillip | Lisa Davina Phillip | Moya Angela          | Ivonne Guzmán         | Juls Sosa         | Alejandra Desimone |
| Louise                | Jenny Fitzpatrick   | Jenny Fitzpatrick   | Carly Hughes         | Eugenia Gil Rodríguez | Nathaly Salim     | Sofía Montaño      |

Reemplazos destacados en España
- Sam Wheat: David Bustamante, Ricky Merino, Christian Sánchez
- Molly Jensen: Ana Dachs
- Carl Bruner: Alberto Collado
- Oda Mae Brown: Patricia Serradell
- Willie López: Javier Santos
- Fantasma del metro: Pedro Martell
- Fantasma del hospital: Joaquín Oliván
- Clara: María José Arcas, Patricia Serradell
- Louise: Esther Santaella, Paula Moncada

Reemplazos destacados en México
- Sam Wheat: Felipe Flores, Carlos Fonseca
- Molly Jensen: Paulina Goto, Sofía Tovar
- Carl Bruner: Christian Escuredo, Carlos Fonseca
- Fantasma del metro: Diego Llamazares
- Louise: Marisol Meneses

## Grabaciones
Hasta la fecha se han editado los álbumes interpretados por los elencos de Londres (2011), Austria (2017) y Alemania (2022), además de algunos sencillos para promocionar las diferentes producciones internacionales.
La canción «You Gotta Let Go», que fue añadida de cara al estreno en Broadway y por tanto no está incluida en el álbum original de Londres, puede escucharse en sus respectivos idiomas en las grabaciones de Rusia y Austria.

## Premios y nominaciones

### Producción original del West End
| Año  | Premio        | Categoría                                 | Nominado            | Resultado |
| ---- | ------------- | ----------------------------------------- | ------------------- | --------- |
| 2012 | Olivier Award | Mejor musical nuevo                       | Mejor musical nuevo | Nominado  |
| 2012 | Olivier Award | Mejor intérprete de reparto en un musical | Sharon D. Clarke    | Nominada  |
| 2012 | Olivier Award | Mejor diseño de escenografía              | Rob Howell          | Nominado  |
| 2012 | Olivier Award | Mejor diseño de iluminación               | Hugh Vanstone       | Nominado  |
| 2012 | Olivier Award | Mejor diseño de sonido                    | Bobby Aitken        | Nominado  |

### Producción original de Broadway
| Año  | Premio                     | Categoría                             | Nominado                             | Resultado |
| ---- | -------------------------- | ------------------------------------- | ------------------------------------ | --------- |
| 2012 | Tony Award                 | Mejor actriz de reparto en un musical | Da'Vine Joy Randolph                 | Nominada  |
| 2012 | Tony Award                 | Mejor diseño de escenografía          | Rob Howell, Jon Driscoll             | Nominados |
| 2012 | Tony Award                 | Mejor diseño de iluminación           | Hugh Vanstone                        | Nominado  |
| 2012 | Drama Desk Award           | Mejor diseño de escenografía          | Rob Howell, Jon Driscoll, Paul Kieve | Ganadores |
| 2012 | Drama League Award         | Mejor producción de un musical        | Mejor producción de un musical       | Nominado  |
| 2012 | Outer Critics Circle Award | Mejor actriz de reparto en un musical | Da'Vine Joy Randolph                 | Nominada  |
| 2012 | Outer Critics Circle Award | Mejor diseño de iluminación           | Hugh Vanstone                        | Ganador   |

### Producción original española
| Año  | Premio                    | Categoría                         | Nominado          | Resultado |
| ---- | ------------------------- | --------------------------------- | ----------------- | --------- |
| 2020 | Premio del Teatro Musical | Mejor musical                     | Mejor musical     | Nominado  |
| 2020 | Premio del Teatro Musical | Mejor dirección de escena         | Federico Bellone  | Nominado  |
| 2020 | Premio del Teatro Musical | Mejor dirección musical           | Julio Awad        | Nominado  |
| 2020 | Premio del Teatro Musical | Mejor coreografía                 | Chiara Vecchi     | Nominada  |
| 2020 | Premio del Teatro Musical | Mejor escenografía                | Federico Bellone  | Nominado  |
| 2020 | Premio del Teatro Musical | Mejor diseño de iluminación       | Valerio Tiberi    | Nominado  |
| 2020 | Premio del Teatro Musical | Mejor diseño de sonido            | Javier Isequilla  | Nominado  |
| 2020 | Premio del Teatro Musical | Mejor actriz protagonista         | Cristina Llorente | Nominada  |
| 2020 | Premio del Teatro Musical | Mejor actor protagonista          | Roger Berruezo    | Nominado  |
| 2020 | Premio del Teatro Musical | Mejor actriz de reparto           | Ela Ruiz          | Ganadora  |
| 2020 | Premio del Teatro Musical | Mejor actor de reparto            | Esteban Oliver    | Ganador   |
| 2023 | Premio del Teatro Musical | Interpretación destacada femenina | Ana Dachs         | Nominada  |